# Философский камень (роман)
Философский камень (Чёрная стадия, фр. L'Œuvre au noir) — исторический роман французской писательницы Маргерит Юрсенар, изданный в 1968 в Париже издательством «Галлимар». Второй крупный роман Юрсенар; в том же году был удостоен премии «Фемина».

## О содержании
Действие происходит в Центральной Европе XVI века (в основном во Фландрии), расколотой религиозным конфликтом и сотрясаемой войнами. Главный герой — Зенон Лигр, алхимик, врач и естествоиспытатель. Основным прототипом был Парацельс, также при создании образа были использованы черты известных деятелей позднего ренессанса: Коперника, Этьена Доле, Мигеля Сервета, Джироламо Кардано, Амбруаза Паре.
Оригинальное название романа — Чёрная стадия (или Стадия чернения) — наименование первой и самой сложной ступени (нигредо, или меланозис) алхимического процесса — Великого делания.
Суть чёрной стадии заключается в «разделении и разложении субстанции» до состояния некой аморфной «чёрной массы» первоэлементов, в которой, как в изначальном хаосе, скрыты все потенции. Высшая ступень алхимии — разновидность теургической магии, — предполагает произведение аналогичного процесса в самом экспериментаторе — ритуальную (инициатическую) смерть и возрождение в новом качестве. В аналитической психологии Юнга, на известную работу которого «Психология и алхимия» опиралась Юрсенар, Великое делание соответствует процессу индивидуации личности, а трансмутация означает обретение архетипа «самости».

Теперь две ветви параболы встретились: mors philosophica свершилась: оператор, обожженный кислотами, был одновременно и субъектом, и объектом, хрупким перегонным аппаратом и черным осадком на дне сосуда-приемника. Опыт, который полагали возможным ограничить лабораторией, распространился на все...— Юрсенар M. Воспоминания Адриана. Философский камень. М., 1984, с. 306.
По словам автора, чёрная стадия также символически обозначает попытки духа вырваться из плена привычных представлений, рутины и предрассудков.
Зенон проходит свою «чёрную стадию» на фоне ужасов Европы эпохи религиозных войн. Большинство персонажей романа гибнут мучительной смертью, часты описания жестокостей и принятых в то время способов казни. Своеобразной вставной новеллой в романе ярко и жёстко изображена деятельность Яна Лейденского и его приспешников, трагедия Мюнстера, павшего жертвой безумия фанатиков, и кровавый финал анабаптистской секты.
По мнению исследователей, в романе есть доказательства того, что Зенон, сам того не ведая, проходит вслед за чёрной стадией белую (альбедо), а в концовке, носящей отчетливо мифологический характер, достигает красной стадии (рубедо), завершающей алхимическую трансмутацию.
Несмотря на обилие алхимических и каббалистических аллюзий, «Чёрная стадия» не является романом об алхимии, избегает мистики и отражает достаточно традиционные гуманистические представления. Алхимия в романе присутствует, в основном, в символическом, юнгианском смысле.

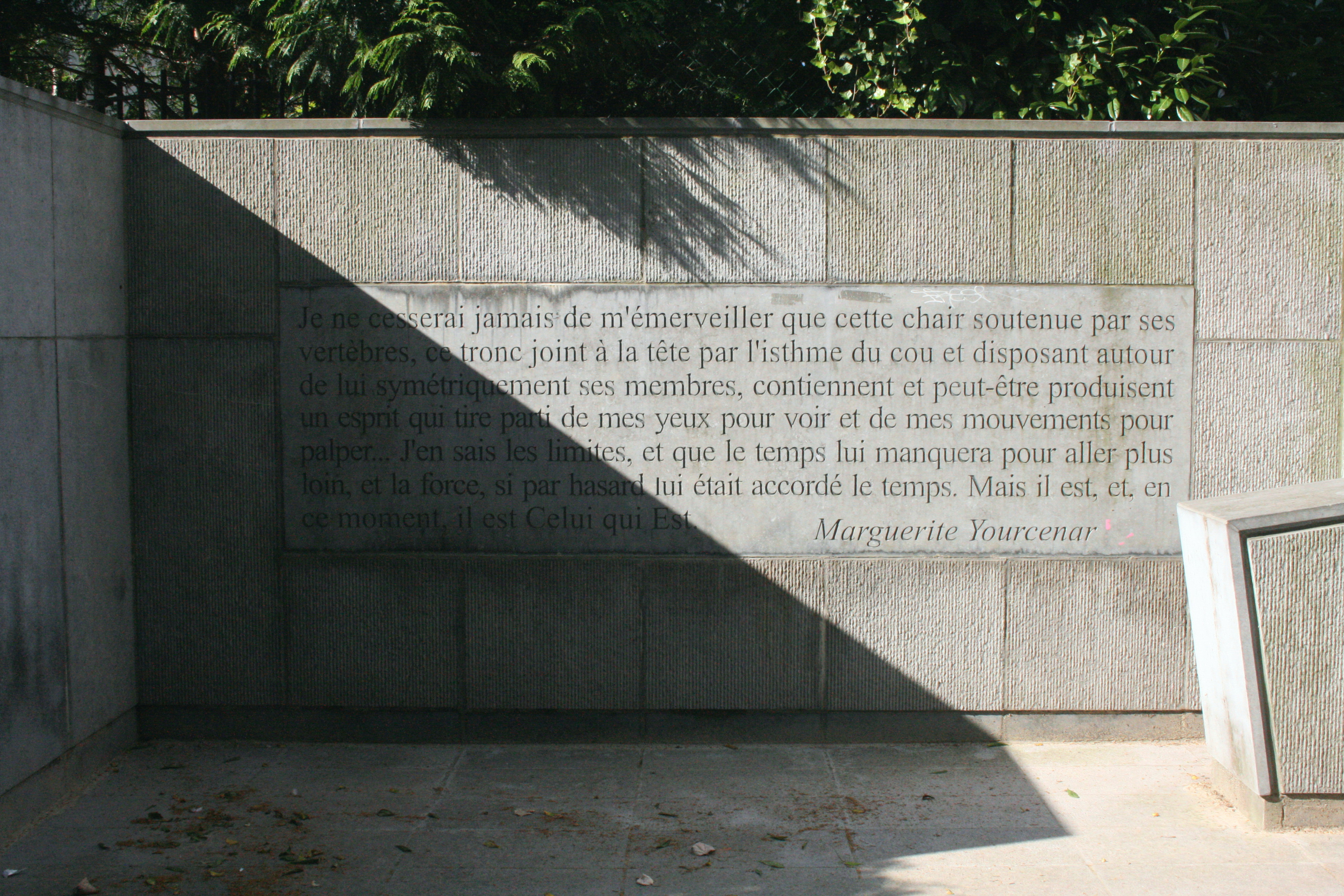
Аллея Маргерит Юрсенар в парке Эгмонт в Брюсселе. По всей длине аллеи размещены 14 цитат из «Чёрной стадии».

## Работа над книгой
Роман написан той же монументальной прозой, напоминающей литую бронзу, что и «Воспоминания Адриана»; стиль обоих произведений восхищённые критики назвали «мраморным». Как и при создании предыдущего романа, Юрсенар проделала значительную работу по изучению источников.
Описания научных исследований Зенона сделаны, по большей части, на основе «Тетрадей» Леонардо. Латинские формулы алхимических манипуляций взяты из работ Марселена Бертло «Химия в Средние века» (1893), К. Г. Юнга «Психология и алхимия» (1944, 1952) и Юлиуса Эволы «Герметическая традиция» (1948), авторов, которые придерживались совершенно разных взглядов на алхимию.
В основе книги лежит новелла «По мотивам Дюрера», изданная в 1934 в составе сборника «Повозкой правит смерть» и являющаяся фрагментом юношеского романа, который Юрсенар писала в 1921—1924 годах. Вновь к этой теме она вернулась в середине 1950-х, по окончании работы над «Воспоминаниями Адриана». В основном, роман был написан к 1965 году.
При создании романа использовались те же медитативные приемы, что и во время работы над «Адрианом»:

Когда я писала вторую и третью части этой книги, я часто мысленно или вполголоса повторяла: Зенон, Зенон, Зенон, Зенон, Зенон, Зенон... Двадцать раз, сто раз и больше. И чувствовала, что по мере повторения этого имени действительность чуть больше уплотнялась.— Юрсенар. М. Заметки к роману, с. 611

## Экранизация
В 1988 Андре Дельво снял по мотивам романа одноимённый фильм; роль Зенона исполнил Джан Мария Волонте.